# 静岡県立浜松湖北高等学校佐久間分校
静岡県立浜松湖北高等学校佐久間分校（しずおかけんりつ はままつこほくこうとうがっこう さくまぶんこう）は、静岡県浜松市天竜区佐久間町中部にある県立高等学校の分校。
通学圏は、静岡県浜松市天竜区の旧佐久間町、旧水窪町、旧龍山村地域が中心。
県外でも愛知県北設楽郡豊根村の旧富山村地域からの進学者が多く、新城東高校本郷校舎廃校とおでかけ北設発足前のバス路線縮小に伴い、東栄町からの進学者も一時増加していた。
2007年から高校校舎内の一部に浜松市立佐久間中学校が移転して、全国初の同居型中高連携一貫教育を実施。
浜松市天竜区（北遠）北部山間部の飯田線沿線の唯一の高校。地元では、「佐高」という愛称で知られている。

## 学科
現在
- 普通科（2年生以降は、次の3つの類型に分かれる）
  - 地域総合類型
  - 文系類型
  - 理系類型

本校閉校時
- 普通科（2年生以降は、次の3つのコースに分かれた）
  - 総合コース
  - 文系コース
  - 理系コース

## 沿革

### 佐久間高等学校
- 1957年 - 佐久間町他三ヶ町村組合立佐久間高等学校として開校
- 1959年 - 県立移管、静岡県立佐久間高等学校と改称、静岡県立二俣高等学校から水窪分校を移管
- 1960年 - 家庭科を廃止
- 1967年 - 水窪分校を廃止
- 2007年 - 中高一貫教育（連携型）を開始
- 2014年9月 - 県教委が佐久間高校を浜松湖北高校の分校とする将来計画を発表
- 2016年3月 - 佐久間高校将来構想検討委員会が作成した、仮称校名を静岡県立浜松湖北高等学校佐久間分校とするなどの基本計画を発表。
- 2017年3月21日 - 校名変更式を実施。
- 2017年3月31日 - 佐久間高等学校閉校。

### 浜松湖北高等学校佐久間分校
- 2017年4月 - 静岡県立浜松湖北高等学校が佐久間高校の敷地を引き継ぎ、佐久間分校を設置。なお、佐久間高校在校の1、2年生は、湖北高佐久間分校設置に伴い同分校に転籍となり、閉校前の高校で修得済の単位は湖北高で修得済の単位とされた。[2]。「誠実」の校訓と校歌・校章・制服は佐久間高校のものを引き続き使用。
- 2018年3月 - 浜松湖北高分校としての第一回卒業式実施。
- 2020年4月 - 一時閉寮していた「啓成寮」を再開[3]。

## アクセス
- 飯田線 中部天竜駅より徒歩10分
- 佐久間ふれあいバス 佐久間病院バス停より徒歩5分

## 著名な関係者
出身者
- 夏目和良（中部日本放送代表取締役会長）